# Mucinosis folicular
La mucinosis folicular, también denominada alopecia mucinosa, es una enfermedad de la piel que se caracteriza por acumulación de mucina en el folículo piloso. El dermatólogo Hermann Pinkus (1905-1985) realizó la primera descripción, en 1957. Externamente, en la piel surgen placas enrojecidas y con descamación que de preferencia afectan a la cara, el cuello o el cuero cabelludo.
En este último caso suele existir una zona de pérdida de pelo circunscrita que puede confundirse con alopecia areata. De esta enfermedad existen dos variantes:
- Tipo I. Es el más frecuente. Aparece en personas jóvenes sin otras enfermedades relacionadas. Suele haber tendencia a curación espontánea, en uno o dos años.
- Tipo II. Ocurre en pacientes de edad más avanzada. Se vincula a diferentes enfermedades malignas. Entre otras: sarcoma de Kaposi, leucemias y linfomas.[1]